# هارون غولدستاين
هارون غولدستاين (بالإنجليزية: Aaron Goldstein)‏ هو منتج أسطوانات ومغني وملحن أمريكي، ولد في 8 مايو 1983 في تورونتو في كندا.

## وصلات خارجية
- هارون غولدستاين على موقع ميوزك برينز (الإنجليزية)
- هارون غولدستاين على موقع أول ميوزيك (الإنجليزية)
- هارون غولدستاين على موقع ديسكوغز (الإنجليزية)